# Жарко Кораћ
Жарко Кораћ (Београд, 9. март 1947) српски је политичар и психолог.

## Биографија
Отац Вељко Кораћ је био марксистички филозоф а мајка Рашела „Шека” Алмули новинарка јеврејског порекла.
На одсеку за психологију Филозофског факултета у Београду дипломирао је 1970. године, а потом магистрирао и докторирао. Предаје на Филозофском факултету у звању доцента.
Био је оснивач и председник Социјалдемократске уније. Био је заменик премијера у Влади Србије између 2001. и 2003, и накратко премијер (17-18. март 2003), пошто је Зоран Ђинђић убијен. Кораћ је био посланик у Скупштини Србије као део коалиције оформљене око Либерално-демократске партије. Посланик у Скупштини Србије био је и у периоду од 1993. до 1997, и од 2003. до 2007, као и од 2008. до 2012. и од 2012. до 2014. године.
Запажени су и његови наступи у бројним образовним и забавним ТВ-серијама за децу, Метла без дршке, Путоказ и друге.